# (30705) Idaios
(30705) Idaios, désignation internationale (30705) Idaios, est un astéroïde troyen jovien.

## Description
(30705) Idaios est un astéroïde troyen jovien, camp troyen, c'est-à-dire situé au point de Lagrange L5 du système Soleil-Jupiter. Il présente une orbite caractérisée par un demi-grand axe de 5,208 UA, une excentricité de 0,059 et une inclinaison de 19,7° par rapport à l'écliptique.
Il est nommé en référence au personnage de la mythologie grecque Idée, fils de Darès le Phrygien, acteur du conflit légendaire de la guerre de Troie.

## Compléments